# Вакъв
Вакъв (на македонска литературна норма: Вак'в; на албански: Vakëfi) е село в Северна Македония, в община Куманово, разположено в областта Блатия.

## География
Селото се намира на 18 километра от общинския център Куманово, недалеч от река Пчиня. Землището му е малко – една 3,2 квадратни километра.

## История
В края на XIX век Вакъв е малко българско село в Кумановска каза на Османската империя. Според статистиката на Васил Кънчов („Македония. Етнография и статистика“) от 1900 година Вакъв е село, населявано от 60 жители българи християни.
Цялото население на селото е под върховенството на Българската екзархия. По данни на секретаря на екзархията Димитър Мишев („La Macédoine et sa Population Chrétienne“) в 1905 година във Вакуф има 56 българи екзархисти и в селото функционира българско училище.
След Междусъюзническата война в 1913 година селото попада в Сърбия.
На етническата си карта от 1927 година Леонард Шулце Йена показва Вакъф (Vakaf) като село с неясен етнически състав.
Според преброяването от 1961 година Вакъв има 259 жители, а според това от 1994 година – 121 северномакедонци и 1 сърбин. Според преброяването от 2002 година селото има 108 жители, всички северномакедонци.

## Личности
Родени във Вакъв
- Петко Манев (1884 - ?), български революционер от ВМОРО, четник на Ной Димитров[5]